# Модель Пуанкаре у верхній півплощині

Паралельні промені в моделі Пуанкаре у верхній півплощині

Модель Пуанкаре у верхній півплощині — це верхня половина площини {\displaystyle \{(x,y)\mid y>0;x,y\in \mathbb {R} \}}, позначувана далі як H, разом з метрикою (метрикою Пуанкаре), яка робить її моделлю двовимірної гіперболічної геометрії.
Еквівалентно, модель Пуанкаре у верхній півплощині іноді описують як комплексну площину, в якій уявна компонента (координата y, згадана вище) додатна.
Модель Пуанкаре у верхній півплощині носить ім'я Анрі Пуанкаре, але її створив Еудженіо Бельтрамі, який використав її разом з моделлю Кляйна і моделлю Пуанкаре в крузі, щоб показати, що гіперболічна геометрія настільки ж несуперечлива, наскільки несуперечлива евклідова геометрія.
Ця модель конформна, що означає, що кути, виміряні в точці моделі, дорівнюють кутам на гіперболічній площині.
Перетворення Келі дає ізометрію між моделлю в півплощині і моделлю Пуанкаре в крузі.
Цю модель можна узагальнити до моделі (n+1)-вимірного гіперболічного простору, замінивши дійсне число x вектором у n-вимірному евклідовому векторному просторі.

## Метрика
Метрика моделі в півплощині {\displaystyle \{\langle x,y\rangle |y>0\}} має вигляд
{\displaystyle (ds)^{2}={\frac {(dx)^{2}+(dy)^{2}}{y^{2}}}\,},
де {\displaystyle s} вимірює довжину вздовж (можливо кривої) лінії. Прямі на гіперболічній площині (геодезичні для цього метричного тензора, тобто криві, що мінімізують відстань), подаються на цій моделі дугами кіл, перпендикулярними до осі {\displaystyle x} (півкола з центром на осі {\displaystyle x}) і вертикальними променями, перпендикулярними до осі {\displaystyle x}.

### Обчислення відстані
У загальному випадку відстань між двома точками вимірюється в цій метриці вздовж геодезичних і дорівнює:
{\displaystyle {\begin{aligned}\operatorname {dist} (\langle x_{1},y_{1}\rangle ,\langle x_{2},y_{2}\rangle )&=\operatorname {arch} (1+{\frac {{(x_{2}-x_{1})}^{2}+{(y_{2}-y_{1})}^{2}}{2y_{1}y_{2}}})\\&=2\operatorname {arsh} {\frac {1}{2}}{\sqrt {\frac {{(x_{2}-x_{1})}^{2}+{(y_{2}-y_{1})}^{2}}{y_{1}y_{2}}}}\\&=2\ln {\frac {{\sqrt {{(x_{2}-x_{1})}^{2}+{(y_{2}-y_{1})}^{2}}}+{\sqrt {{(x_{2}-x_{1})}^{2}+{(y_{2}+y_{1})}^{2}}}}{2{\sqrt {y_{1}y_{2}}}}},\end{aligned}}}
де arch і arsh — це обернені гіперболічні функції
{\displaystyle \operatorname {arsh} {x}=\ln \left(x+{\sqrt {x^{2}+1}}\right)\,\ \operatorname {arch} {x}=\ln \left(x+{\sqrt {x^{2}-1}}\right);x\geq 1\,.}
Деякі часткові випадки можна спростити:
{\displaystyle \operatorname {dist} (\langle x,y_{1}\rangle ,\langle x,y_{2}\rangle )=\left|\ln {\frac {y_{2}}{y_{1}}}\right|=|\ln(y_{2})-\ln(y_{1})|}.
{\displaystyle \operatorname {dist} (\langle x_{1},y\rangle ,\langle x_{2},y\rangle )=\operatorname {arch} (1+{\frac {(x_{2}-x_{1})^{2}}{2y^{2}}})=2\operatorname {arsh} ({\frac {|x_{2}-x_{1}|}{2y}})}
{\displaystyle \operatorname {dist} (\langle x,r\rangle ,\langle x\pm r\sin \phi ,r\cos \phi \rangle )=\operatorname {arsh} (\tan \phi )=\operatorname {arch} ({\frac {1}{\cos \phi }})=\ln({\frac {1+\sin \phi }{\cos \phi }})}
Іншим способом обчислення відстані між двома точками є довжина дуги вздовж (евклідового) півкола:
{\displaystyle \operatorname {dist} (AB)=\left|\ln \left({\frac {|BA_{\infty }|\ |AB_{\infty }|}{|AA_{\infty }|\ |BB_{\infty }|}}\right)\right|.}
де {\displaystyle A_{\infty },B_{\infty }} — точки півкола (кінці), що лежать на граничній прямій, а {\displaystyle |PQ|} — це евклідова довжина сегмента кола, що з'єднує точки {\displaystyle P} і {\displaystyle Q} в цій моделі.

## Особливі точки і криві
- Нескінченно віддалені точки в моделі Пуанкаре у верхній півплощині бувають двох типів:

- точки на осі {\displaystyle x}
- одна уявна точка на {\displaystyle y=\infty }, яка є нескінченно віддаленою точкою, через яку проходять всі ортогональні до осі {\displaystyle x} прямі.

- Прямі, геодезичні (найкоротші шляхи між точками, розташованими на ній) моделюються:

- півколами, кінці яких лежать на осі {\displaystyle x};
- Вертикальними променями, ортогональними осі {\displaystyle x}.

- Кола (криві, рівновіддалені від центральної точки) з центром у точці {\displaystyle (x,y)} і радіусом {\displaystyle r} моделюються:

колами з центром {\displaystyle (x,y\cosh(r))} і радіусом {\displaystyle y\sinh(r)}
- Гіперцикл (або еквідистанта, крива, віддалена від гіперболічної прямої, її осі або бази) моделюється

- або дугою кола, яка перетинає вісь {\displaystyle x} у тих самих двох нескінченно віддалених точках, що й півколо, яка є базою, але має з віссю {\displaystyle x} гострий або тупий (не прямий) кут.
- або прямою, яка перетинає вісь {\displaystyle x} у тій самій точці, що й вертикальний промінь, який моделює базу, але не перпендикулярною до осі {\displaystyle x}.

- Орицикл (межа сімейства кіл зі спільною дотичною, що проходять через фіксовану точку і лежать по один бік від цієї дотичної, яка утворюється при прямуванні радіуса цих кіл до нескінченності) моделюється

- або колом, дотичним до осі {\displaystyle x} (без нескінченно віддаленої точки перетину, яка є центром),
- або колом, паралельним {\displaystyle x}, у випадку, якщо центром є нескінченно віддалена точка з {\displaystyle y=\infty }.

### Короткий огляд евклідових кіл
Нехай дано евклідове коло з центром {\displaystyle (x_{e},y_{e})} і радіусом {\displaystyle r_{e}}.
- Якщо евклідове коло повністю лежить у верхній півплощині, воно представляє гіперболічне коло з центром {\displaystyle (x_{e},{\sqrt {y_{e}^{2}-r_{e}^{2}}})} і радіусом {\displaystyle {\frac {1}{2}}\ln \left({\frac {y_{e}+r_{e}}{y_{e}-r_{e}}}\right)}.
- Якщо евклідове коло повністю лежить у верхній півплощині і дотикається до межі, вона представляє орицикл із центром у нескінченно віддаленій точці з {\displaystyle (x_{e},0)}.
- Якщо коло перетинає межу ортогонально ({\displaystyle y_{e}=0}), воно представляє гіперболічну пряму.
- Якщо коло перетинає межу не ортогонально, воно представляє гіперцикл.

## Побудови за допомогою циркуля та лінійки
Тут показано, як у моделі Пуанкаре виконувати побудови за допомогою циркуля та лінійки. Наприклад, як побудувати в евклідовій півплощині півколо, яке моделює гіперболічну пряму, що проходить через дві точки.

### Побудова гіперболічної прямої, що проходить через дві точки

Побудова прямої (червона), що проходить через дві точки A і B.
M — середина відрізка.
O — центр отриманого кола (гіперболічної прямої).

Будуємо відрізок, що з'єднує дві точки. Будуємо перпендикуляр, що проходить через середину відрізка. Знаходимо перетин цього перпендикуляра з віссю {\displaystyle x}. Будуємо коло з центром у точці перетину, що проходить через дані точки (тільки верхню частину вище від {\displaystyle x}).
Якщо ці дві точки лежать на вертикальному промені, будуємо його (від осі {\displaystyle x}), цей промінь і буде шуканою прямою.

### Побудова кола з заданим центром, що проходить через точку

Побудова кола з центром в A, що проходить через точку B (випадок, у якому точки A і B не лежать на одній вертикальній прямій).
Пряма, що проходить через A і B будується як вище.
D — (евклідів) центр шуканого кола, гіперболічним центром того ж кола є точка A.

Побудуємо гіперболічне коло з центром A, що проходить через точку B.
- Якщо точки A і B не лежать на вертикальній прямій: Будувати гіперболічну пряму (півколо), що проходить через дві задані точки, як у попередньому випадку. Будуємо дотичну до цього півкола в точці B. Проводимо перпендикуляр до осі {\displaystyle x} через точку A. Знаходимо перетин цих двох прямих, щоб отримати центр D модельного кола. Будуємо модельне коло з центром у D, що проходить через задану точку B.

- Якщо точки A і B лежать на вертикальній прямій, і точка A лежить вище від точки B:

Будуємо коло навколо перетину вертикальної прямої та осі x, яке проходить через точку A. Будуємо горизонтальну пряму через точку B. Будуємо дотичну до кола в точці перетину з цією горизонтальною прямою.
Середина відрізка між перетином дотичної з вертикальною прямою і B є центром модельного кола. Будуємо модельного коло навколо центру, що проходить через точку B.
- Якщо точки A і B лежать на вертикальній осі, і центр A лежить нижче від точки B:

Будуємо коло навколо перетину вертикальної прямої та осі x, яке проходить через заданий центр A. Будуємо дотичну до кола, що проходить через точку B. Будуємо горизонтальну пряму, що проходить через точку дотику, і знаходимо її перетин з вертикальною прямою.
Середня точка між отриманою точкою перетину і точкою є центром модельного кола. Будуємо модельне коло з новим центром, яке проходить через точку B.

### Знайти центр заданого (гіперболічного) кола
Опускаємо перпендикуляр p з евклідового центра кола на вісь x.
Нехай точка q є основою цього перпендикуляра на осі x.
Будуємо пряму, дотичну до кола, що проходить через точку q.
Будуємо півколо h з центром у точці q, що проходить через точку дотику.
Гіперболічним центром є точка, в якій h і p перетинаються.

## Групи симетрії

Зірчаста правильна семикутна мозаїка моделі

Проєктивна лінійна група {\displaystyle {\rm {PGL}}(2,\mathbb {C} )} діє на рімановій сфері перетвореннями Мебіуса. Підгрупа, яка відображає верхню половину площини {\displaystyle \mathbb {H} } у себе — це {\displaystyle {\rm {PSL}}(2,\mathbb {R} )}, що складається з перетворень з дійсними коефіцієнтами, яка діє транзитивно й ізометрично на верхній половині площини, що робить її однорідним простором.
Є чотири тісно пов'язані групи Лі, які діють на верхню половину площини дробово-лінійними перетвореннями, що зберігають гіперболічну відстань.
- Спеціальна лінійна група SL(2,R), яка складається з 2х2 матриць із дійсними елементами і визначником +1. Зауважимо, що доволі часто згадують {\displaystyle {\rm {SL}}(2,\mathbb {R} )}, маючи на увазі {\displaystyle {\rm {PSL}}(2,\mathbb {R} )}.
- Група {\displaystyle {\rm {S^{*}L}}(2,\mathbb {R} )}, що складається з 2х2 матриць з дійсними елементами з визначником +1 або -1. Зауважимо, що {\displaystyle {\rm {SL}}(2,\mathbb {R} )} є підгрупою цієї групи.
- Проєктивна спеціальна лінійна група PSL(2,R){\displaystyle ={\rm {SL}}(2,\mathbb {R} )/\left\{\pm E\right\}}, що складається з матриць із {\displaystyle {\rm {SL}}(2,\mathbb {R} )} за модулем ± одиничної матриці (тобто це факторгрупа за групою, що складається з +E і -E).
- Група {\displaystyle {\rm {PS^{*}L}}(2,\mathbb {R} )={\rm {S^{*}L}}(2,\mathbb {R} )/\left\{\pm E\right\}={\rm {PGL}}(2,\mathbb {R} )} також є проєктивною групою і, також за модулем {\displaystyle \pm E}. {\displaystyle {\rm {PSL}}(2,\mathbb {R} )} міститься в ній як нормальна підгрупа з індексом два; інший клас суміжності складається з матриць 2х2 з дійсними елементами і визначником −1, також за модулем {\displaystyle \pm E}.

Зв'язок цих груп з моделлю Пуанкаре такий:
- Група всіх рухів {\displaystyle \mathbb {H} }, іноді позначувана як {\displaystyle Isom(\mathbb {H} )}, ізоморфна {\displaystyle {\rm {PS^{*}L}}(2,\mathbb {R} )}. Вона включає як рухи, що зберігають орієнтацію, так і рухи, що її змінюють. Відображення, що змінює орієнтацію (дзеркальне відображення) — це {\displaystyle z\rightarrow -{\overline {z}}}.
- Група рухів, що зберігають орієнтацію, {\displaystyle \mathbb {H} }, іноді позначувана як {\displaystyle Isom^{+}(\mathbb {H} )}, ізоморфна {\displaystyle {\rm {PSL}}(2,\mathbb {R} )}.

Важливими підгрупами групи ізометрії є фуксові групи.
Часто розглядається модулярная група {\displaystyle {\rm {SL}}(2,\mathbb {Z} )}, яка важлива в двох аспектах. По-перше, це група лінійних перетворень площини, які зберігають ґратку точок. Таким чином, функції, періодичні на квадратній ґратці, такі як модулярні форми і еліптична функція, успадковують симетрію ґратки {\displaystyle {\rm {SL}}(2,\mathbb {Z} )}. По-друге, {\displaystyle {\rm {SL}}(2,\mathbb {Z} )} є, звичайно, підгрупою {\displaystyle {\rm {SL}}(2,\mathbb {R} )}, а отже, має гіперболічну поведінку, закладену в ній. Зокрема, {\displaystyle {\rm {SL}}(2,\mathbb {Z} )} можна використати для замощення гіперболічної площини комірками рівної площі.

## Ізометрична симетрія
Дія проєктивної спеціальної лінійної групи {\displaystyle {\rm {PSL}}(2,\mathbb {R} )} на {\displaystyle \mathbb {H} } визначається як
{\displaystyle \left({\begin{matrix}a&b\\c&d\\\end{matrix}}\right)\cdot z={\frac {az+b}{cz+d}}={(ac|z|^{2}+bd+(ad+bc)\Re (z))+i(ad-bc)\Im (z) \over |cz+d|^{2}}.}
Зауважимо, що дія транзитивна, оскільки для будь-яких {\displaystyle z_{1},z_{2}\in \mathbb {H} } існує елемент {\displaystyle g\in {\rm {PSL}}(2,\mathbb {R} )}, такий, що {\displaystyle gz_{1}=z_{2}}. Також, якщо для всіх {\displaystyle z} із {\displaystyle \mathbb {H} } {\displaystyle gz=z}, то {\displaystyle g=e}.
Стабілізатор або стаціонарна підгрупа елемента {\displaystyle z} із {\displaystyle \mathbb {H} } — це множина {\displaystyle g\in {\rm {PSL}}(2,\mathbb {R} )}, які залишають {\displaystyle z} незмінним — {\displaystyle gz=z}. Стабілізатор {\displaystyle i} — група обертання
{\displaystyle {\rm {SO}}(2)=\left\{\left({\begin{matrix}\cos \theta &\sin \theta \\-\sin \theta &\cos \theta \\\end{matrix}}\right)\,:\,\theta \in {\mathbf {R} }\right\}.}
Оскільки будь-який елемент {\displaystyle z} із {\displaystyle \mathbb {H} } відображається в i деяким елементом {\displaystyle {\rm {PSL}}(2,\mathbb {R} )}, це означає, що стаціонарна група будь-якого елемента {\displaystyle z} ізоморфна {\displaystyle {\rm {SO}}(2)}. Таким чином, {\displaystyle \mathbb {H} ={\rm {PSL}}(2,\mathbb {R} )/{\rm {SO}}(2)}. Також розшаровання дотичних векторів одиничної довжини на верхній половині площини, зване одиничним дотичним розшаруванням, ізоморфне {\displaystyle {\rm {PSL}}(2,\mathbb {R} )}.
Верхня половина площини замощується вільними регулярними множинами модулярною групою {\displaystyle {\rm {SL}}(2,\mathbb {Z} )}.

## Геодезичні
Геодезичні для метричного тензора є півколами з центрами на осі {\displaystyle x} і вертикальними променями з початком на осі {\displaystyle x}.
Геодезичні зі швидкістю одиниця, що йдуть вертикально через точку {\displaystyle i}, задають виразом
{\displaystyle \gamma (t)=\left({\begin{matrix}e^{t/2}&0\\0&e^{-t/2}\\\end{matrix}}\right)\cdot i=ie^{t}.}
Оскільки {\displaystyle {\rm {PSL}}(2,\mathbb {R} )} діє транзитивно на верхній половині площини шляхом ізометрій, ця геодезична відображається в інші геодезичні за допомогою дії {\displaystyle {\rm {PSL}}(2,\mathbb {R} )}. Таким чином, геодезична загального вигляду з одиничною швидкістю задається як
{\displaystyle \gamma (t)=\left({\begin{matrix}a&b\\c&d\\\end{matrix}}\right)\left({\begin{matrix}e^{t/2}&0\\0&e^{-t/2}\\\end{matrix}}\right)\cdot i={\frac {aie^{t}+b}{cie^{t}+d}}.}
Це дає повний опис геодезичного потоку розшаровання дотичних одиничної довжини (комплексне лінійне розшаровання) на верхній половині площини.

## Модель у тривимірних просторах
Метрика моделі у півпросторі
{\displaystyle \{\langle x,y,z\rangle |z>0\}\,}
задається виразом
{\displaystyle (ds)^{2}={\frac {(dx)^{2}+(dy)^{2}+(dz)^{2}}{z^{2}}}\,},
де s вимірює відстань уздовж (можливо) кривої лінії. Прямі в гіперболічному просторі (геодезичні для цього метричного тензора, тобто криві, які мінімізують відстань), подаються в цій моделі дугами кіл, що виходять перпендикулярно від площини {\displaystyle z=0} (півкола, центри яких лежать на площині {\displaystyle z=0}) і променями, що виходять перпендикулярно від площини {\displaystyle z=0}.
Відстань між двома точками вимірюється в цій метриці вздовж геодезичної і дорівнює
{\displaystyle \operatorname {dist} (\langle x_{1},y_{1},z_{1}\rangle ,\langle x_{2},y_{2},z_{2}\rangle )=\operatorname {arch} \left(1+{\frac {{(x_{2}-x_{1})}^{2}+{(y_{2}-y_{1})}^{2}+{(z_{2}-z_{1})}^{2}}{2z_{1}z_{2}}}\right)=}
{\displaystyle =2\operatorname {arsh} \left({\frac {\sqrt {{(x_{2}-x_{1})}^{2}+{(y_{2}-y_{1})}^{2}+{(z_{2}-z_{1})}^{2}}}{2{\sqrt {z_{1}z_{2}}}}}\right)\,.}

## Модель вn-вимірному просторі
Модель можна узагальнити до моделі (n+1)-вимірного гіперболічного простору, замінивши дійсні числа {\displaystyle x} векторами в n-вимірному евклідовому просторі.